# Praxilla
Praxilla (grec ancien : Πράξιλλα) est une poétesse grecque du VIe ou Ve siècle av. J.-C., née à Sicyone.

## Œuvres
Praxilla a composé des hymnes, dont l'un met en scène Adonis au pays des morts, et des dithyrambes. Selon Athénée (XV, 694), « Praxilla de Sicyone fut aussi très admirée pour les scolies qu'elle fit ». La scolie était une sorte de chanson à boire, inventée par Terpandre et pratiquée par Alcée, Sappho, Simonide ou Pindare. Praxilla a aussi inventé un mètre, dit praxilléen, au rythme fluide et rapide. Il ne reste que des fragments de ses œuvres.
Les quatre premiers mots du fragment suivant ont été retrouvés sur un vase daté de 450 av. J.-C. :
ὦ διὰ τᾶς θυρίδος καλὸν ἐμβλέποισα

παρθένε τὰν κεφαλὰν τὰ δ' ἔνερθε νύμφα

Ô toi, ton beau beau regard par la fenêtre,

vierge par la tête mais femme par le bas

## Traductions
- Renée Vivien dans Les Kitharèdes (A. Lemerre, 1904)
- Marguerite Yourcenar dans La couronne et la lyre (Poésie/Gallimard, 2001)

## Postérité

### Art contemporain
- Praxilla figure parmi les 1 038 femmes référencées dans l'œuvre d’art contemporain The Dinner Party (1979) de Judy Chicago. Son nom y est associé à Sappho[4],[5].

### Jeu vidéo
Praxilla est un personnage d'une extension du jeu Assassin's Creed Odyssey, « L'Héritage de Praxilla ».